# آبجوسازی ساپورو

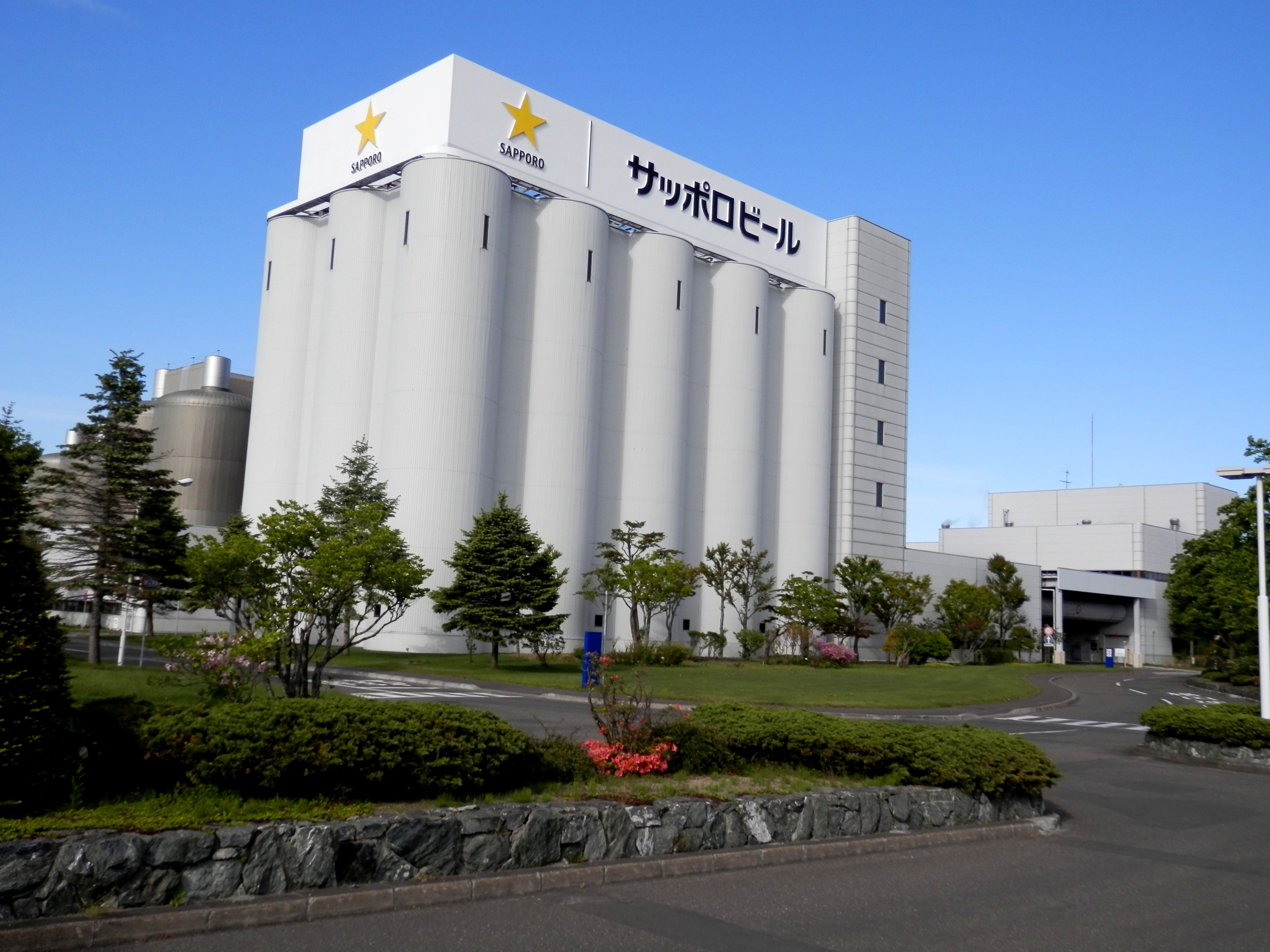
کارخانه آبجوسازی ساپورو، در شهر انیوا، هوکایدو

آبجوسازی ساپورو (به ژاپنی: サッポロビール株式会社) کارخانه آبجوسازی ژاپنی است، که با تمرکز بر تولید آبجو، در زمینه تولید شراب و سایر نوشیدنی‌های الکلی نیز فعالیت می‌کند.
شرکت آبجوسازی ساپورو در سال ۱۸۷۶ در شهر ساپورو تأسیس شد و در حال حاضر دارای ۵ کارخانه تولید نوشیدنی‌های الکلی در ژاپن و یک کارخانه آبجوسازی در کشور کانادا می‌باشد.
دفتر مرکزی این شرکت در شیبویا، توکیو، ژاپن قرار دارد و بخشی از سهام آن در بازار بورس توکیو معامله می‌شود.